# 奧列尼夫卡 (文尼察區)
49°12′42″N 28°47′29″E / 49.21167°N 28.79139°E
奧列尼夫卡（烏克蘭語：Оленівка），是烏克蘭的村落，位於該國西南部文尼察州，由文尼察區負責管轄，始建於1745年，面積1.65平方公里，海拔高度271米，2001年人口685，人口密度每平方公里414.65人。